# Nygårdstranda
Nygårdstranda est une localité du comté de Troms, en Norvège.

## Géographie
Administrativement, Nygårdstranda fait partie de la kommune de Lyngen.